# 生野団六
生野 団六（團六、しょうの だんろく、1878年（明治11年）2月1日 - 1973年（昭和48年）3月1日）は、日本の鉄道官僚・技師、土木技術者、鉄道実業家。台湾総督府交通局総長、京浜電気鉄道社長。

## 経歴
大分県大分郡、のちの稙田村（大分村、大分町を経て現大分市）で生野米蔵の長男として生まれる。大分尋常高等小学校、京都府立中学校（現京都府立洛北高等学校・附属中学校）、第四高等学校を経て、1902年（明治35年）東京帝国大学工科大学土木工学科を卒業した。
逓信省に入省し鉄道作業局に配属された。1909年（明治42年）欧米に留学し1911年（明治44年）に帰国。鉄道院運輸局に配属され、1912年（明治45年）3月のジャパン・ツーリスト・ビューロー（現日本交通公社）創立に際して幹事に就任。1918年（大正7年）までビューローの実務を担い、木下淑夫が「生みの親」、生野が「育ての親」とされている。1915年（大正4年）鉄道院運輸局庶務課長、1919年（大正8年）東京鉄道管理局運輸課長を歴任。1923年（大正12年）6月、名古屋市電気局（現名古屋市交通局）長に転じた。1925年（大正14年）4月、台湾総督府交通局総長に就任。1927年（昭和2年）4月、東京市電気局（現東京都交通局）長に転じたが、同年12月、西久保弘道東京市長の退任に伴い辞職した。
1928年（昭和3年）12月、京浜電気鉄道（現京浜急行電鉄）副社長、湘南電気鉄道取締役に就任。以後、京浜電鉄社長、湘南電鉄専務を務めた。この間、品川駅への乗り入れ、京浜電鉄全線の改軌、品川－浦賀間の直通運転などを推進した。1941年（昭和16年）5月に京浜電鉄、湘南電鉄を退任した。
戦後は、日本ホテル会社相談役、日本交通公社常任顧問、京浜急行電鉄相談役などを務めた。

## 著作
- 述、大日本普通学講習会編『工業大意』嵩山堂、1913年。